# Братья Усо
Братья У́со (англ. The Usos; род. 22 августа 1985, Сан-Франциско) — американская команда в рестлинге, состоящая из братьев-близнецов Джошуа Самуэля Фату́ (англ. Joshua Samuel Fatu) и Джонатана Солофа Фату (англ. Jonathan Solofa Fatu), которые наиболее известны под именами «Main Event» Джей Усо и Джимми Усо соответственно. В настоящее время Джей Усо выступает в WWE на бренде Raw, а Джимми Усо на SmackDown. Они имеют самоанское происхождение.
С детства тренируемые своим отцом, Рикиши, в 2009 году команда дебютировала в подготовительном бренде WWE Florida Championship Wrestling (FCW), где они стали командными чемпионами Флориды FCW. В следующем году их перевели в основной ростер, и они стали семикратными командными чемпионами WWE. Они стали первой командой, выигравшей командные титулы Raw и SmackDown. С июля 2021 года по июнь 2023 года они входили в группировку The Bloodline вместе со своим реальным двоюродным братом, лидером группы Романом Рейнсом и младшим братом Соло Сикоа. Джимми покинул группировку в июне 2023 года, а Джей последовал его примеру двумя неделями позже; Джимми вновь присоединился к группировке в сентябре того же года, пока не был отлучен от неё в апреле 2024 года, и впоследствии его заменил Тама Тонга.
Братья Усо являются членами известной семьи самоанских рестлеров Аноа’и, в которую также входят их отец Рикиши, младший брат Соло Сикоа, дядя Умага, и двоюродные братья их отца — Ёкодзуна и Роман Рейнс. Ранее менеджерами пары были их кузина Тамина и жена Джимми, Наоми.

## Ранняя жизнь
Братья посещали среднюю школу в Пенсаколе, Флорида, где играли в американский футбол. Они продолжили свою футбольную карьеру в Университете Западной Алабамы, где оба играли на позиции лайнбекера. Джонатан отыграл один сезон (2003), а Джошуа — с 2003 по 2005 год. Оба брата Фату работали в магазине по перевозке мебели до того, как дядя Умага уговорил их начать карьеру в WWE.

## Личная жизнь
Братья Фату имеют самоанское происхождение. Слово «uso» означает «брат» на языке Самоа. С 2011 по 2016 год они исполняли самоанский танец сива-тау перед своими матчами.
Джонатан женился на женщине-рестлере Тринити Маккрей (Наоми) 16 января 2014 года. Она также является мачехой двух детей Джонатана, Джейлы и Джайдана.
В 2015 году Джошуа женился на своей девушке Такеции Трэвис. У них двое совместных сыновей.

### Проблемы с законом
Джонатан Фату (Джимми) был арестован 29 сентября 2011 года в округе Хиллсборо, Флорида, и обвинен в вождении в нетрезвом виде. Офицер полиции заметил Фату около 3 часов ночи на улице с односторонним движением. Офицер остановил Фату и провел тест на трезвость, который Фату провалил. Фату также проверили на алкотестере, и он показал 0,18, что в два раза превышает допустимый уровень в штате Флорида. Фату был признан виновным и приговорен к испытательному сроку. 13 марта 2013 года Фату был арестован за нарушение испытательного срока — вождение с временно изъятыми правами.
Джошуа Фату (Джей) был арестован в январе 2018 года за вождение в нетрезвом виде в округе Идальго, Техас, после выступления на шоу WWE. Он был освобожден в тот же день после внесения залога в размере 500 долларов США под личное поручительство.
14 февраля 2019 года Джонатан Фату был арестован в Детройте, Мичиган, после спора с полицейскими, когда арендованный им, Джошуа и Тринити Фату автомобиль Dodge Journey был остановлен при движении в неправильном направлении по улице с односторонним движением. Полиция утверждает, что когда они подошли к автомобилю, то почувствовали запах алкоголя внутри. Затем офицеры попросили водителя Тринити выйти из внедорожника, чтобы они могли поговорить с ней. Офицеры заявили, что Джонатан Фату, супруг Тринити, вышел из машины, пока офицеры разговаривали с Тринити, снял рубашку и направился к офицерам, что заставило одного из офицеров достать электрошокер. Однако ситуацию удалось быстро успокоить, и Фату был арестован и обвинен в нарушении общественного порядка и препятствовании правосудию. В марте 2019 года стало известно, что адвокат Фату заключил с прокурорами соглашение о признании вины, и, согласно условиям соглашения, Фату не признал себя виновным во вмешательстве в работу государственного служащего, и его обязали выплатить штраф в размере 450 долларов.
Ранним утром 25 июля 2019 года Джонатан Фату был снова арестован, на этот раз недалеко от Пенсаколы, Флорида, и обвинен в вождении в нетрезвом виде. Он был взят под стражу и помещен в исправительный центр округа Эскамбия примерно в 3:00 утра по восточному времени. Позже Фату был освобожден из-под стражи под залог в 1000 долларов США и должен был явиться в суд 15 августа. Фату был признан невиновным присяжными округа Эскамбия по обвинению в вождении в нетрезвом виде после судебного разбирательства, которое завершилось 18 декабря 2019 года.
5 июля 2021 года Джонатан Фату был арестован после того, как его остановили примерно в 22:35 в Пенсаколе. Офицеры утверждают, что Фату проехал на красный свет после того, как они зафиксировали, что он ехал со скоростью 50 миль в час в зоне до 35 миль в час. Они применили алкотестер, и уровень содержания алкоголя в крови Фату составил 0,202 и 0,205, что значительно выше установленного законом Флориды предела в 0,08. Фату был арестован по обвинению в вождении в нетрезвом виде, а также за превышение скорости и проезд на красный свет. Залог был назначен в размере 500 долларов.

## Титулы и достижения
- CBS Sports
  - Вражда года (2020) Джей Усо п. Романа Рейнса[12]
  - Команда года (2018)[13]
- Florida Championship Wrestling
  - Командные чемпионы Флориды FCW (1 раз)[14]
- Pro Wrestling Illustrated
  - Команда года (2014, 2022)[15][16]
  - Джимми — № 25 в топ 500 рестлеров в рейтинге PWI 500 в 2014 году[17]
  - Джей — № 26 в топ 500 рестлеров в рейтинге PWI 500 в 2014 году[17]
- Rolling Stone
  - Команда года (2017)[18]
- WWE
  - Командные чемпионы WWE/WWE Raw (3 раза)[19][20]
  - Командные чемпионы WWE SmackDown (5 раз)[21]
  - Награды Slammy (2 раза)
    - Команда года (2014, 2015)[22][23]

### Джей Усо
- WWE
  - Королевская битва памяти Андре Гиганта (2021)[24]
  - Командный чемпион WWE Raw (1 раз) — с Коди Роудсом
  - Командный чемпион WWE SmackDown (1 раз) — с Коди Роудсом
  - Интерконтинентальный чемпион WWE (1 раз)
  - Чемпион мира в тяжёлом весе (1 раз)
  - Чемпион Тройной Короны WWE
  - Победитель «Королевской битвы» (2025)